# Mimnermos
Mimnermos  von Kolophon (altgriechisch Μίμνερμος Mímnermos, latinisiert Mimnermus) war ein griechischer Dichter, der wohl um 600 v. Chr. lebte. Seine Werke sind nur fragmentarisch erhalten.
Mimnermos war der erste, der die Elegie zum Träger seiner Liebespoesie machte. Seine Schaffenszeit fiel in die Krisenzeit der Unabhängigkeitskämpfe der ionischen Städte Kleinasiens, die sich der wachsenden Kraft der lydischen Könige erwehrten. Eines der erhalten gebliebenen Fragmente seiner Gedichte bezieht sich auf diesen Kampf und kontrastiert die zunehmende Verweichlichung seiner Landsleute mit der Tapferkeit derjenigen, die einmal den lydischen König Gyges besiegt hätten.
Seine wichtigsten Gedichte waren ein Satz Klagelieder, die an eine Nanno gerichtet und nach ihr benannt waren. Sie war seine Geliebte und Flötenspielerin. Gesammelt wurden diese Gedichte in zwei Büchern. Immer wiederkehrendes Motiv und Hauptthema ist der Gegensatz von liebesfroher Jugend und leidvollem Alter, aber auch Mythisches und Geschichtliches nahm er in den Kreis seiner Poesie auf. An sie knüpften dann alexandrinische und römische Elegiker an.
Seine Lebensdaten sind weitgehend unbekannt, jedoch lassen Schilderungen einer Sonnenfinsternis auf die Jahre um 600 schließen.

## Ausgaben und Übersetzungen
- William Allan: Greek Elegy and Iambus. A Selection. (Cambridge Greek and Latin Classics). Cambridge University Press, Cambridge 2019 (enthält eine Auswahl neben anderen aus Mimnermos)
- Archibald Allen (Hrsg.): The Fragments of Mimnermus. Text and Commentary. (= Palingenesia, Band XLIV). Franz Steiner Verlag, Stuttgart 1993, ISBN 3-515-06289-0.
- Dirk Uwe Hansen (Hrsg.): Frühe griechische Elegien. Wissenschaftliche Buchgesellschaft, Darmstadt 2005, ISBN 3-534-18133-6, S. 1–11, 155 (Text, Übersetzung und Kommentar)
- Dimitrios Kanellakis (Hrsg.): Mimnermus: elegies. (Aris and Philips classical texts). Liverpool University Press, Liverpool 2023, ISBN 978-1-83764-260-1. – Rezension von David Sider, Bryn Mawr Classical Review 2024.05.34
- Bruno Snell, Zoltan Franyó, Herwig Maehler (Hrsg.): Frühgriechische Lyriker. Teil 1: Die frühen Elegiker (= Schriften und Quellen der Alten Welt. Bd. 24,1). Akademie-Verlag, Berlin 1971, S. 56–65 (Text und Übersetzung)
- Martin Litchfield West (Hrsg.): Iambi et elegi Graeci ante Alexandrum cantati. Band 2, 2. Auflage, Oxford University Press, Oxford 1992, ISBN 0-19-814096-7, S. 83–92 (kritische Edition)